# Catillariaceae
Famille
Les Catillariaceae sont une famille de champignons lichénisés associés à des algues vertes. Dans sa délimitation actuelle, la famille comporte environ 260 espèces de lichens surtout encroûtants, vivant sur les écorces ou les rochers, essentiellement dans les régions tempérées.

## Liste des genres
Selon MycoBank (14 août 2024) :
- Astroplaca Bagl., 1857

- Austrolecia Hertel, 1984

- Bacillina Nyl., 1897

- Catillaria A. Massal., 1852

- Diphloeis Clem., 1909

- Lobiona H. Kilias & Gotth. Schneid., 1978

- Microlecia M. Choisy, 1949

- Placolecis Trevis., 1857

- Skolekites Norman, 1853

- Solenopsora A. Massal., 1855

- Ulocodium A. Massal., 1855

- Xanthopsorella Kalb & Hafellner, 1984

Les études de phylogénie moléculaire montrent que plusieurs genres actuellement attribués à cette famille, et tout particulièrement le genre Catillaria lui-même, sont polyphylétiques et nécessitent par conséquent une révision ; la délimitation entre Catillariaceae et Ramalinaceae, notamment, demande à être éclaircie,. Selon les auteurs, le genre Toninia appartient soit aux Catillariaceae, soit aux Ramalinaceae.

## Publication originale
- (en + de) Hafellner, J., « Studien in Richtung einer natürlichen Gliederung der Sammelfamilien Lecanoracae und Lecideaceae », Karl-Franzens-Universität Graz, vol. 79,‎ janvier 1984, p. 241-371 (lire en ligne)